# 動物における絶食
動物における絶食とは、動物の生態としての食事を一切摂取しなくなることである（断食）。
さまざまな要因によっておこる。
- 干ばつや食糧不足

肉食動物では、毎回狩りに成功するわけではないため、動物園では絶食日を設けて体重管理を行う。
また、野生においては常に食事が得られるとは限らないため、ゾウ、馬、バイソンなどの大型哺乳類は、食糧不足や環境ストレスに反応して食欲が減退し、絶食することがある。
- 換羽

鳥類の中には、換羽に伴い絶食する種がいる。一部のハチドリは換羽期間中に蜂蜜などを摂取しなくなる。
家畜のニワトリでは人為的に絶食させる強制換羽誘導により、卵の生産寿命と卵の品質を上げる工程がある。
- 繁殖期・産卵期

ヘビは繁殖期・産卵期に餌をとらなくなる。
クマ、オオカミ、ライオンなどのネコ型大型哺乳類は、授乳期間中絶食する。
サケも川を遡上して産卵するまで餌を一切取らなくなる。また、その他の魚においても、冬季、産卵期前後に絶食する例が多数ある。
クジラは子育て期間中、絶食状態となる。
コウテイペンギンは、卵の孵化のために4カ月も絶食する。
- 冬眠、夏眠（英語版）[6]